# زرة شوران
زرة شوران هي قرية في مقاطعة تكاب، إيران. يقدر عدد سكانها بـ 362 نسمة بحسب إحصاء 2016.